# Energija in razvoj
Energija in razvoj je področje, ki se ukvarja z dostopnostjo energije (v fizikalnem pomenu) vsemu človeštvu, razvojem in izkoriščanjem novih virov energije ter učinkovitejšo izrabo virov energije.
Tehnološko napredne družbe so postale vse bolj odvisne od zunanjih virov energije za transport, proizvodnjo številnih industrijskih prevodov pri proizvajalcu in energetskih storitvah. Ta energija omogoča ljudem, ki si lahko privoščijo stroške za življenje v sicer neugodnih podnebnih razmer z uporabo ogrevanja, prezračevanja in/ali klimatsko napravo. Stopnja uporabe zunanjih virov energije razlikujemo med družbami, kot tudi na podnebje, udobje, gostoto prometa, onesnaževanje in razpoložljivost domačih virov energije.

### Obnovljivi viri
Glavni izdelki: Obnovljivi viri energije in komercializacija obnovljivih virov
Obnovljiva energija je energija, ki prihaja iz naravnih virov kot so sončna svetloba, veter, dež, plimovanje in geotermalna toplota, ki je obnovljiva (naravno obnovljena). Obnovljiva energija je alternativa fosilnih goriv in jedrske energije in so jo navadno imenovali alternativna energija v 1970 in 1980. V letu 2008 je približno 19% svetovne porabe energije iz obnovljivih virov kar 13% prišlo iz tradicionalne biomase, ki se uporablja predvsem za ogrevanje in 3,2% od hidroelektrične energije. Novi obnovljivi viri energije (majhne hidroelektrarne, moderna biomasa, veter, sonce, geotermalna energija in biogoriva) predstavljajo drugih 2,7 odstotkov in raste zelo hitro. Delež obnovljivih virov pri proizvodnji električne energije je okoli 18%, katerih 15% svetovne električne energije prihaja iz odstotkov hidroelektraren in 3% iz novih obnovljivih virov energije.
Vetrna energija raste po stopnji 30 odstotkov letno, pri čemer je po vsem svetu nameščeno zmogljivost 158 gigawatts (GW) v letu 2009 in se pogosto uporablja v Evropi, Aziji in ZDA. Konec leta 2009 je kumulativni globalni fotovoltaična (PV) naprava  presegla 21 GW in PV elektrarne so zelo priljubljene v Nemčiji in Španiji. Sončne termoelektrarne deluje v ZDA in v Španiji in največja med njimi je 354 megavatov (MW) SEGS elektrarna v puščavi Mojave. Največja svetovna geotermalna energija je namestitev gejzirjev v Kaliforniji z nazivno zmogljivostjo 750 MW. Brazilija ima eno največjih obnovljivih energetskih programov na svetu, ki vključuje proizvodnjo goriva etanola iz sladkornega trsa in etanol zdaj zagotavlja 18 odstotkov avtomobilski države goriva. Etanol gorivo je tudi splošno na voljo v ZDA.
Vprašanja podnebnih sprememb, skupaj z visokimi cenami nafte, vrha proizvodnje nafte in vse večje vladne podpore so gonilna sila povečanj obnovljivih virov energije z zakonodajo, spodbude in trženje. Nova javna poraba, regulacija in politika je pomagala industriji boljše od mnogih drugih sektorjev. Znanstveniki so poglobili načrt za moč 100% energije na svetu je z vetrom, hidroelektrarne, in sončne energije do leta 2030. Znanstveniki so poglobili načrt za moč 100% energije na svetu z vetrom, hidroelektraren in sončne energije do leta 2030 in priporočili obnovljive energije in subvencije na ceno ogljika, ki odraža njegove stroške poplav in z njimi povezanih stroškov.
Medtem ko so mnogi obnovljivi energetski projekti zelo veliki, so tehnologije za obnovljive vire prav tako primerne na podeželskih in oddaljenih območjih, kjer je energija  pogosto ključnega pomena za človeški razvoj. V svetovnem merilu je približno 3 milijone gospodinjstev dobilo moč od majhnih sistemov sončnih PV sistemov. Mikro-hidro sistemi konfigurirani v  merilu vasi  ali občine obsega mini omrežja služijo številnim področjim. Več kot 30 milijonov podeželskih gospodinjstev dobi razsvetljavo in kuhanje iz bioplina iz gospodninjskih digestorjev. Biomasa cookstoves uporablja 160 milijonov gospodinjstev.

### Veter
Vetrna energija izkorišča moč vetra za pogon listov vetrnih turbin. Te turbine povzročajo vrtenje magnetov, ki ustvarjajo električno energijo. Vetrni stolpi so običajno zgrajeni skupaj z vetrnimi elektrarnami. Vetrna energija raste po stopnji 30 odstotkov letno s po vsem svetu nameščeno zmogljivostjo 158 gigawati (GW) v letu 2009 in se pogosto uporablja v Evropi, Aziji in ZDA. 
Ob koncu leta 2010 je bilo po vsem svetu tablica zmogljivosti vetrnih pogonskih generatorjev  197 gigawattov (GW). Proizvodnja energije je 430 TWh, kar je približno 2,5% električne energije uporabe po vsem svetu. Več držav je doseglo relativno visoko stopnjo izkoriščanja vetrne energije, kot na primer 21 odstotkov stacionarno proizvodnjo električne energije na Danskem, 8% na Portugalskem  16% v Španiji, 14% na Irskem  in 9% v Nemčiji v letu 2010. Od leta 2011, 83 držav po vsem svetu uporablja vetrno energijo na podlagi tržnih zakonitosti.
Mnogo izmed največjih operativnih kopenskih vetrnih elektrarn se nahaja v ZDA. Od novembra 2010 je Roscoe Wind Farm največje na kopnem vetrna elektrarna na svetu, z zmogljivostjo 781.5 MW moči, ki mu sledi Horse Hollow z vetrno energijo Center (735,5 MW). Od novembra 2010, Thanet vetrne elektrarne na morju Project v Združenem kraljestvu so največje vetrne kmetije na svetu na 300 MW, ki mu sledi Horns Rev II (209 MW) na Danskem.

### Hidroelektrarne
V hidroenergiji, je gravitacijski spust reke stisnjen v dolgi rok na enem mestu s pregrado ali vodnim kanalom. To ustvarja mesto, kjer se lahko koncentrira tlak in pretok, ki se uporablja za vklop turbin ali vodnih koles, ki poganjajo mlin za mehanski ali električni generator.
V nekaterih primerih z jezovi hidroelektrarn, so nepričakovani rezultati. Ena od študij kaže, da je jez hidroelektrarne v Amazoniji  3,6-krat večji učinek tople grede na kW, • h kot proizvodnje električne energije iz nafte, zaradi velikega obsega emisij metana iz razpada organskih snovi, čeprav je to najbolj pomembno, saj so na začetku rečnih dolin poplavljena in je veliko manj posledic za več borealnih jezov. Ta učinek velja zlasti za jezove,ki so ustvarili preprosto poplave velikih površin, ne da bi najprej sčistili vegetacijo. Vendar pa obstajajo preiskave podvodnih turbin, ki ne zahtevajo jezov. In tako lahko črpalni zbiralniki hidroelektriko uporabljajo na različnih višinah za shranjevanje vetrne in sončne energije.

### Sončna energija
Sončna energija uporablja sončne celice za pretvorbo sončne svetlobe v električno energijo s pomočjo sončne svetlobe, ki udarjajo v sončne kolektorje, ki  pretvarjajo sončno svetlobo za ogrevanje vode (ki proizvaja paro) ali uporabo svetlobe, ki vstopa  skozi okno za  pasivno sončno ogrevanje stavbe. Bilo bi  koristno, da se sončne celice postavijo v regijah najvišjega  sončnega sevanja.
Konec leta  2009 je kumulativni globalnih fotovoltaičnih (PV) naprav  preseglo 21 GW in PV elektrarne so zelo priljubljene v Nemčiji  in Španiji. Sončne  termoelektrarne delujejo  v ZDA in v Španiji in največji med njimi je z 354 megavati (MW) SEGS elektrarna v puščavi Mojave.
Kitajska po vsem svetu povečuje zmogljivosti silicija  rezin za fotovoltaiko na 2.000 ton do julija 2008 in več kot 6.000 ton do konca leta 2010. Kapital pomembnih mednarodnih naložbe teče na Kitajsko za podporo te priložnosti. Kitajska gradi veliko subvencioniranih izklopnih omrežij na sončni pogon mest v Huangbaiyu in Dongtan Eco City. Velik del  oblikovanja je bilo narejeno z Američani, kot so  William McDonough.
Veliko sončnih fotonapetostnih elektrarn je bilo zgrajenih, predvsem v Evropi. Od decembra 2011 so največje fotonapetostne (PV) elektrarne na svetu Golmud Solar Park (Kitajska, 200 MW), Sarnia fotovoltaična elektrarna (Kanada, 97 MW), Montalto  di Castro Fotovoltaična elektrarna (Italija, 84,2 MW), Finsterwalde  sončni park (Nemčija, 80,7  MW), Okhotnykovo  Sončni park (Ukrajina, 80 MW), Lieberose fotovoltaični park (Nemčija, 71,8 MW), Rovigo fotovoltaična elektrarna (Italija, 70 MW), Olmedilla fotovoltaičn park (Španija, 60 MW) in  Strasskirchen sončni park (Nemčija, 54 MW).

### Fosilna goriva
Nafta, premog in zemeljski plin se uporablja za pogon najbolj prevoznih sredstev in za oskrbovanje stavb.

### Električna kapacitivnost
Električna energija se lahko shrani v kondenzator. Kondenzatorji se pogosto uporabljajo za proizvodnjo visoke intenzivnosti energije (na primer bliskavice fotoaparata).

#### Fosilna goriva
Nafta, premog in zemeljski plin se uporablja za pogon najbolj prevoznih sredstev in za oskrbovanje stavb.